# 代爾維爾 (印地安納州)
代爾維爾（英語：Daleville）是一個位於美國印地安納州特拉華縣的城鎮。

## 地理
代爾維爾的座標為40°07′15″N 85°33′32″W / 40.12083°N 85.55889°W，而該地的平均海拔高度為278米（即912英尺）。

## 人口
根據2010年美國人口普查的數據，代爾維爾的面積為4.56平方千米，當中陸地面積為4.54平方千米，而水域面積為0.02平方千米。當地共有人口2165人，而人口密度為每平方千米475人。